# Том и Джерри (коктейль)
«Том и Джерри» (англ. Tom and Jerry) — алкогольный коктейль, на основе молока, сырых куриных яиц и спиртных напитков (ром, коньяк), подаваемый горячим. Возник в XIX веке; относительно его происхождения имеется несколько версий. Является разновидностью эгг-нога — сладкого напитка на основе куриных яиц и молока. Употреблялся в холодную погоду в качестве согревающего и подкрепляющего средства. Являлся традиционным рождественским напитком в США и других странах, но со временем утратил прежнюю популярность.

## История
История бытования горячих напитков, включающих в себя смесь алкоголя и молока, восходит к английской кухне, как минимум, шекспировского времени. К числу таких напитков относились силлабаб, который в своих произведениях упоминает уже литературный предшественник Шекспира, драматург Джон Хейвуд, и поссет, который был изобретён в XVII веке алхимиком Кенелмом Дигби. Позднее силлабаб эволюционировал в сторону густого алкогольно-сливочного десерта типа трайфла, сабайона и кранахана, который подают в креманках и едят ложкой, тогда как поссет стал предшественником эгг-нога, и, соответственно, «Тома и Джерри».
Происхождение и название напитка связывают с романом английского писателя Пирса Игана «Жизнь в Лондоне» (Life in London, or Days and Nights of Jerry Hawthorne and his elegant friend Corinthian Tom), где описывались нравы английской «золотой молодёжи», весёлых пирушек и увеселений. Он был издан в 1821 году, а в том же году появилась его театральная адаптация «Том и Джерри, или Жизнь в Лондоне», созданная Уильямом Монкриффом. Она с успехом ставилась на британской, а позже и американской сцене в течение нескольких лет. Считается, что популярность книги и её сценической постановки способствовали распространению коктейля, названного в честь персонажей Игана — Джерри Хоторна (Jerry Hawthorne) и Коринтиана Тома (Corinthian Tom). Эти два имени, позже использованные в названии известной серии короткометражных мультфильмов о приключениях кота Тома и мышонка Джерри, стали нарицательным названием молодёжи весёлого поведения (хотя использование их в качестве имён персонажей мультфильмов могло быть и не связанным с книгой).  

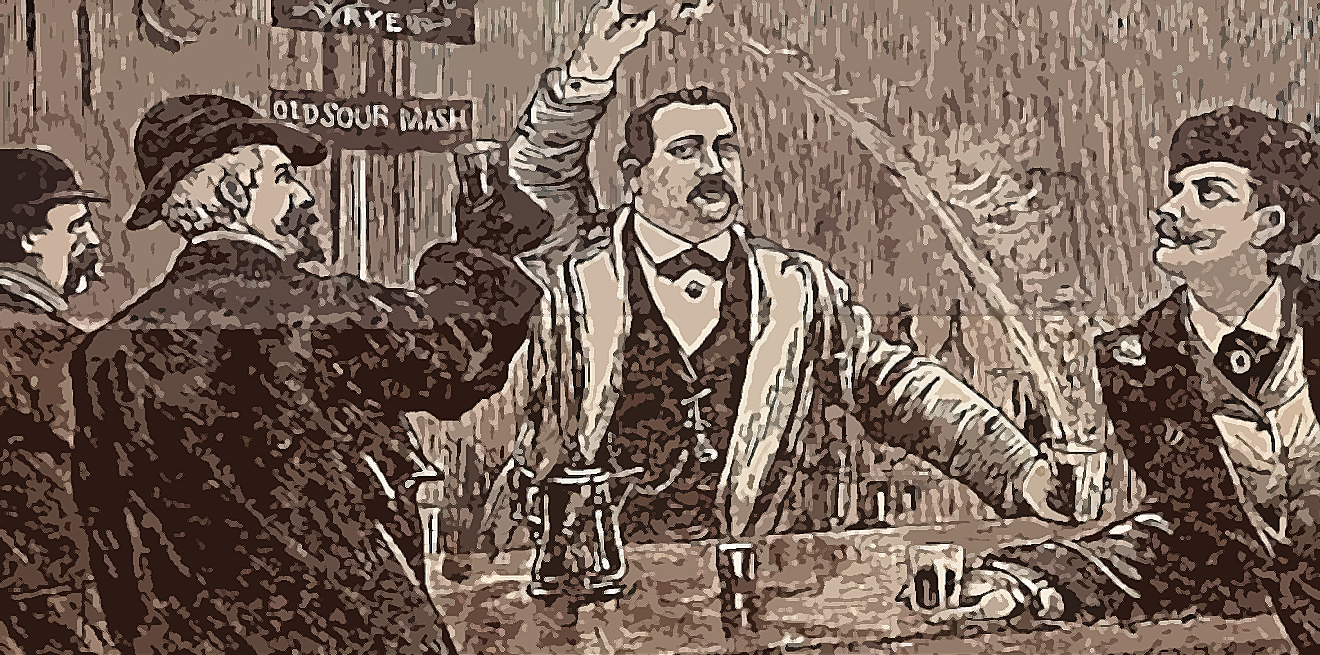
Джерри Томас за приготовлением коктейля Blue Blazer

По другой распространённой версии, создание «Тома и Джерри» связывают с известным американским барменом Джерри Томасом (1830—1885). Он считается автором первой книги о составлении коктейлей «Как смешивать напитки, или „Спутник бонвивана“», впервые изданной в 1862 году. Герберт Эшбури в предисловии к очередной публикации этой книги писал в 1928 году: «Толпа поклонников Джерри Томаса в знак благодарности за „Тома и Джерри“, „Голубой блейзер“ и исследования в области коктейлей удостоила его титула Профессор, под которым он известен до сих пор и который он носил с чувством собственного достоинства всю оставшуюся жизнь». Если верить этой версии, то изобретение знаменитого напитка относят к 1850 году, когда Томас работал барменом в отеле Planter's House в Сент-Луисе, штат Миссури. Своё изобретение он назвал «Копенгаген» (Copenhagen), памятуя о любви датчан к подобного рода напиткам. По другому предположению, таким названием он обязан тем, что во время своих европейских гастролей Томас познакомился в столице Дании с коктейлем на основе сырых яиц и рома. Однако патриотически настроенные американские клиенты сначала стали именовать его в честь создателя — «Джерри Томас», а со временем это название трансформировалось в современное — «Том и Джерри».
Эшбури полагал, что именно Томас является автором рецепта, а его английское происхождение документально не подтверждается авторитетными источниками. Специалист в области коктейльной культуры Саймон Диффорд, проанализировав сведения об истории создания напитка пришёл к выводу, что он был известен за несколько десятилетий до издания книги американского бартендера. Так, он приводит выдержку из статьи 1827 года из Salem Gazette, где речь идёт о напитке «Том и Джерри». Он фигурировал в судебном разбирательстве в Бостоне и его рецептура в общих чертах соответствовала классическому составу. Дэвид Вондрич в своей книге «Imbibe! From Absinthe Cocktail to Whiskey Smash, a Salute in Stories and Drinks to „Professor “Jerry Thomas, Pioneer of the American Bar» пришёл к выводу, что напиток возник в Новой Англии и его настоящий автор остался неизвестен. Диффорд и Вондрич отмечали роль «Профессора» в популяризации коктейля, в частности, в опубликовании рецепта, который в противном случае мог не сохраниться и не приобрёл бы такое признание.
Известно, что напиток нравился двадцать девятому Президенту США Уоррену Гардингу (1921—1923), который подавал его на ежегодной рождественской вечеринке для своих ближайших друзей. Коктейль являлся традиционным рождественским напитком в США и других странах, но со временем утратил прежнюю славу. Американский писатель и журналист Дэймон Раньон (Damon Runyon; 1884—1946) писал в 1932 году (в эпоху «сухого закона») в новелле «Рождество Дэна-плясуна» (Dancing Dan's Christmas):
Когда-то в этой стране все как один пили на Рождество горячий „Том и Джерри“. Он был до того популярен, что многим казалось, будто Рождество только затем и придумали, чтоб был повод выпить горячий „Том и Джерри“ (что, конечно, не вполне соответствует истине). 

 Но кто угодно скажет вам: ничто так не воплощает сам дух Рождества, как горячий „Том и Джерри“, и с тех пор как в Соединённых Штатах этот напиток вышел из моды, праздник уже не тот.
Фёдор Евсевский, исследователь в области гастрономии и миксологии, отметил в своей книге «Библия бармена», что коктейль с течением времени устарел: «Тот, кто сумеет продать хотя бы пару таких коктейлей за вечер, причём не близким друзьям или членам семьи, заслуживает прижизненного портрета при входе в бар».

## Приготовление и употребление
Взбейте белки яиц в густую пену, а яичные желтки — почти до консистенции воды, смешайте вместе, добавьте пряности и ром. Положите столько сахара, чтобы смесь приобрела консистенцию слегка взбитого жидкого теста.
Возьмите маленький барный стакан, добавьте туда столовую ложку смеси, полученной по приведённому выше рецепту, один винный бокал бренди, кипячённую воду и слегка присыпьте тёртым мускатным орехом.
Коктейль является разновидностью эг-ногга — сладкого напитка на основе сырых куриных яиц и молока, известного в Восточной Европе как гоголь-моголь. Употреблялся в холодную погоду в качестве согревающего и подкрепляющего организм средства (см. флип). В связи с этим Эшбури охарактеризовал его как «короля напитков для холодного времени года». Классический коктейль имеет несколько вариантов. Яйцо отделяется от желтка и взбивается до пены. В другой ёмкости перемешиваются желток, сахар и специи (корица, гвоздика). Полученный состав смешать с ромом и/или коньяком и залить кипятком, после чего всё тщательно перемешать.
Рецепт коктейля с ромом и коньяком:
- 30 мл рома
- 30 мл коньяка
- 60 мл яичной смеси
- 60 мл горячего молока

Подогреть кружку или чашку, налить в неё горячую воду, которую по истечении одной-двух минут слить. Соединить ром и коньяк, в полученную жидкость добавить яичную смесь, всё смешать, медленно добавить молоко и украсить коктейль мускатным орехом.